# Microcarbo africanus

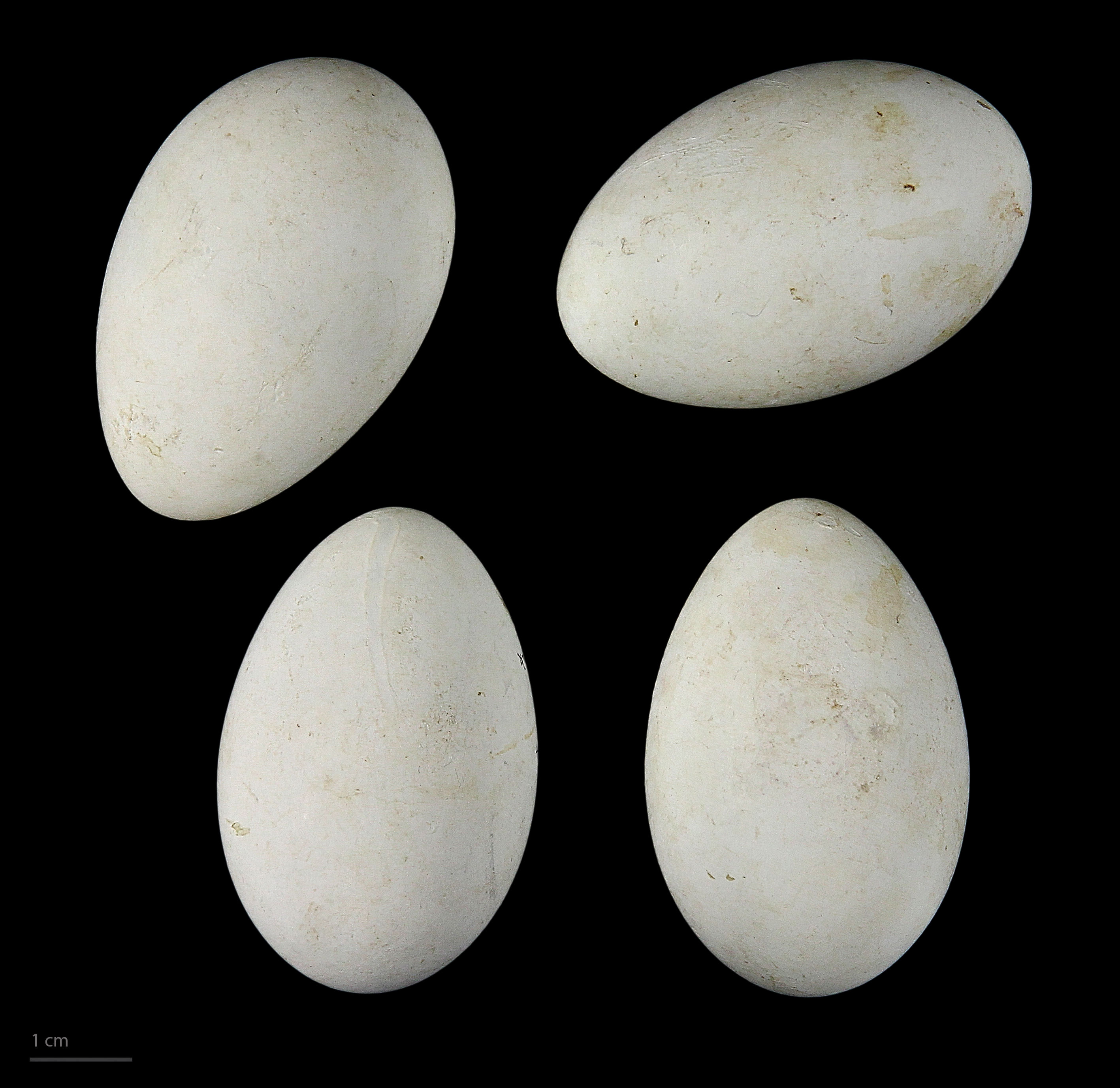
Microcarbo africanus - MHNT

El cormorán africano (Microcarbo africanus) es una especie de ave suliforme de la familia Phalacrocoracidae propia de África subsahariana.

## Descripción
Es un cormorán de tamaño pequeño alcanzando entre 50 y 55 cm de longitud y una envergadura de 85 cm. Es principalmente negro, verde brillante en la época de cría. Las coberteras alares son plateadas. Tiene una cola bastante larga, una cresta corta en la cabeza y un parche facial rojo o amarillo. El pico es de color amarillo.
Ambos sexos son similares, pero los adultos no reproductores y los juveniles son más marrones, con vientre blanco. Algunas razas meridionales conservan la cresta durante todo el año.